# حلق‌کنی (ترانه)
«حلق‌کنی» (به انگلیسی: Deepthroat) (با نام «حلق‌کنی کاپ‌کیک» نیز منتشر شده‌است) ترانه‌ای از رپر آمریکایی کاپ‌کیک می‌باشد که در ۱۷ نوامبر سال ۲۰۱۵ به‌عنوان دومین تک‌آهنگ از نخستین میکس‌تیپ وی تحت عنوان کام کیک (۲۰۱۶) منتشر گردید. این ترانه و «واژن» شهرت وی را با وایرال شدن افزایش دادند. عنوان ترانه اشاره به نوعی از قضیب‌لیسی اشاره دارد.